# Vriendenerfenis
De vriendenerfenis is in België een gunstregeling in de erfbelasting die geldt voor personen die niet worden belast volgens de tarieven in de rechte lijn en tussen partners. Op grond van de vriendenerfenis komen zgn. 'vrienden' voor een totaalbedrag van 15.000 euro in aanmerking voor een verlaagd tarief van 3%.
De vriendenerfenis bestaat in het Vlaams Gewest en in het Brussels Hoofdstedelijk Gewest, maar niet in het Waals Gewest.

## Omschrijving

### Rechtsgrond
In het Vlaams Gewest is de vriendenerfenis sinds 2021 geregeld in artikel 2.7.5.0.6 van de Vlaamse Codex Fiscaliteit, en in het Brussels Hoofdstedelijk Gewest sinds 2024 in artikel 60quinquies van het Wetboek der Successierechten. Het Waals Gewest kent de figuur van de vriendenerfenis niet.

### Voorwaarden
De voorwaarden om van de vriendenerfenis te genieten zijn vrij gelijkaardig in het Vlaams Gewest en in het Brussels Hoofdstedelijk Gewest:
- Ten eerste kunnen enkel personen die niet in aanmerking komen voor de tarieven in de rechte lijn of tussen partners, in aanmerking komen om als 'vriend' de vriendenerfenis te genieten. Het gaat dan bijvoorbeeld over verdere familieleden (broers en zussen, neven en nichten, enz.) of niet-familieleden (vrienden in de eigenlijke betekenis van het woord).
- Ten tweede dient de 'vriend' een natuurlijke persoon te zijn. Rechtspersonen, zoals vennootschappen of vzw's, komen niet in aanmerking.
- Ten derde dient de erflater de 'vriend' op ondubbelzinnige wijze te hebben aangeduid in zijn of haar testament. Bijgevolg kan men enkel genieten van de vriendenerfenis als men daartoe is aangeduid door de erflater in diens testament.

### Bedrag
Op grond van de vriendenerfenis wordt in het Vlaamse Gewest de eerste 15.000 euro die alle vrienden samen verkrijgen, niet belast aan het standaardtarief van 25%, maar slechts aan 3%. Bijgevolg bedraagt het maximale voordeel 3.300 euro, voor alle vrienden gezamenlijk. Duidt de erflater meerdere vrienden aan, dan dienen zij deze belastingvermindering verhoudingsgewijs onderling te verdelen. De erflater kan in het testament afwijken van deze verhoudingsgewijze verdeling.
Ook in het Brusselse Gewest bestaat de vriendenerfenis in een bijzonder tarief van 3%, evenwel beperkt tot maximaal 15.000 euro.